# Prnjavor (Bihać, BiH)
Prnjavor je naseljeno mjesto u gradu Bihaću, Federacija Bosne i Hercegovine, BiH.
Nalazi se oko 10 kilometara sjeverozapadno od Bihaća, na samoj granici s Hrvatskom, na cesti prema Ličkom Petrovom Selu. U blizini je i aerodrom Željava, preko kojeg prolazi i državna granica.

## Stanovništvo

### 1991.
Nacionalni sastav stanovništva 1991. godine, bio je sljedeći:
ukupno: 348
- Muslimani - 344
- Hrvati - 1
- ostali, neopredijeljeni i nepoznato - 3

### 2013.
Nacionalni sastav stanovništva 2013. godine, bio je sljedeći:
ukupno: 350
- Bošnjaci - 329
- Hrvati - 2
- ostali, neopredijeljeni i nepoznato - 19

## Vanjske poveznice
- Satelitska snimka  Arhivirana inačica izvorne stranice od 30. listopada 2020. (Wayback Machine)